# حالت الکترونیکی
حالت الکترونیکی (به انگلیسی: Energy level) یک سیستم در مکانیک کوانتوم توسط مجموعه‌ای از حالتهای ممکن توصیف می‌شود.
حالت الکترونیکی٫ حالت کوانتومی سیستمی است که شامل الکترونها (به صورت اربیتالها یا به صورت پیوندهای شیمیایی در کریستال یا مولکول) است. حالتی که در آن سیستم کمترین انرژی را دارد حالت پایه خوانده می‌شود. انرژی‌های بالاتر حالت برانگیخته خوانده می‌شوند.